# Азизова, Ширин Мирхановна
Ширин Мирхановна Азизова (узб. Shirin Azizova; 10 января 1940, Гиждуван, Бухарская область, Узбекская ССР - 15 июля 2006, Ташкент, Узбекистан) — узбекская и советская актриса

 театра и кино. Заслуженная артистка Узбекской ССР. Народная артистка Узбекской ССР (1988).

## Биография
До 1961 года обучалась на актёрском факультете Ташкентского государственного театрально-художественного института им. А. Н. Островского (ныне Государственный институт искусств Узбекистана).
В 1961—1964 годах выступала на сцене Наманганского областного музыкально-драматического театра имени Алишера Навои. Играла в постановках, где исполняла роли Холишон (Хамза, «Холишон»), Рахимы (А. Каххор, «Звук из гроба»).
В 1968—1987 годах — актриса Узбекского драматического театра «Молодая гвардия», Ташкентского Узбекского государственного театра драмы им. Аброра Худоятова.
С 1987 года — актриса Узбекского Национального академического драматического театра им. Хамзы.
С 1981 года снимается в кино. Успешно исполняет лирические и драматические роли, отличается энергичностью и яркостью образности, совершенством сценической речи.
Актриса Ширин Азизова умерла в 2006 году в Ташкенте.

## Избранные театральные роли
- Майсара («Проделки Майсары» Хамза Хакимзаде Ниязи),
- Нози («Бахс» М. Байджиев),
- Мадина («Праздник в каждом доме» М.Байджиев),
- Холишон («Холишон» Хамза Хакимзаде Ниязи)),
- Сара («Жертвы любви» Хамза Хакимзаде Ниязи),
- Рэйчел («Первая любовь»),
- Зилола («Дийдор» М. Каримова),
- Мухаббат («Мои восемнадцать лет»),
- Нози («Дебаты»),
- Узбекоим («Последние дни»),
- Тамара («Джар»),
- свекровь («Чимилдык»),
- Женщина («Спасение» Ф.Мусаджонова),
- Малика («Женская хангома» Х. Мухаммада),
- Джаннатхан («Пять жён господних» Содикова).

## Избранная фильмография
- 2010 — Жизнь после смерти / Qabrdan qaytgan umr
- 2007 — Офицер милиции / Mergan militsiya — эпизод
- 2006 — Ты меня любишь? / Sen meni sevasanmi
- 2005 — Приезжий жених / Келгинди куёв — женщина с козой
- 1997 — Минувшие дни / Ўтган кунлар — Жаннат
- 1995 — Бомба — сваха
- 1991 — Железный мужчина / Темир эркак — эпизод
- 1990 — Мальчики из Танги / Тангалик болалар — бабушка Достона
- 1989 — Шок — коллега Ханифы
- 1981 — Непокорная — Санем, мать Джумагуль